# Джонстаун (Техас)
Джонстаун (англ. Jonestown) — місто (англ. city) в США, в окрузі Тревіс штату Техас. Населення — 2365 осіб (2020).

## Географія
Джонстаун розташований за координатами 30°28′59″ пн. ш. 97°55′52″ зх. д. / 30.48306° пн. ш. 97.93111° зх. д. (30.483129, -97.931227).  За даними Бюро перепису населення США в 2010 році місто мало площу 17,81 км², з яких 15,91 км² — суходіл та 1,90 км² — водойми. В 2017 році площа становила 19,38 км², з яких 16,29 км² — суходіл та 3,09 км² — водойми.

## Демографія
Згідно з переписом 2010 року, у місті мешкали 1834 особи в 807 домогосподарствах у складі 516 родин. Густота населення становила 103 особи/км².  Було 1113 помешкання (63/км²).
Расовий склад населення:
| - 90,0 % — білих - 1,6 % — азіатів - 0,8 % — чорних або афроамериканців - 0,6 % — корінних американців - 0,2 % — вихідців з тихоокеанських островів - 4,4 % — осіб інших рас |

До двох чи більше рас належало 2,4 %. Частка іспаномовних становила 13,0 % від усіх жителів.
За віковим діапазоном населення розподілялося таким чином: 18,2 % — особи молодші 18 років, 70,7 % — особи у віці 18—64 років, 11,1 % — особи у віці 65 років та старші. Медіана віку мешканця становила 46,5 року. На 100 осіб жіночої статі у місті припадало 110,3 чоловіків;  на 100 жінок у віці від 18 років та старших — 108,8 чоловіків також старших 18 років.
Середній дохід на одне домашнє господарство  становив 103 580 доларів США (медіана — 58 355), а середній дохід на одну сім'ю — 146 655 доларів (медіана — 90 208). За межею бідності перебувало 8,9 % осіб, у тому числі 0,0 % дітей у віці до 18 років та 2,5 % осіб у віці 65 років та старших.
Цивільне працевлаштоване населення становило 985 осіб. Основні галузі зайнятості: науковці, спеціалісти, менеджери — 20,8 %, освіта, охорона здоров'я та соціальна допомога — 15,1 %, роздрібна торгівля — 13,1 %.